# ホンダ・アメイズ
アメイズ（AMAZE）は、本田技研工業が製造・販売しているセダン型乗用車である。

## 2代目 DF5/6型（2018年 - 2024年）
第14回デリーオートエキスポ2018にて初公開された。